# Дубровская (Вологодская область)
Дубровская — деревня в Тарногском районе Вологодской области.
Входит в состав Спасского сельского поселения, с точки зрения административно-территориального деления — в Нижнеспасский сельсовет.
Деревня Дубровская зарегистрирована 16 апреля 2012 года постановлением правительства Вологодской области.